# Орловка (Аккулинский район)
Орловка (каз. Орловка) — упразднённое село в Аккулинском районе Павлодарской области Казахстана. Входило в состав Шакинского сельского округа. Ликвидировано в 2000 году.

## Население
В 1989 году население села составляло 57 человек. По данным переписи 1999 году в селе проживало 28 человек (15 мужчин и 13 женщин).